# Chronicles (álbum de Rush)
Chronicles es un álbum recopilatorio de la banda de rock canadiense Rush, lanzado en 1990. La compilación se llevó a cabo sin ayuda de la banda. Se lanzó un VHS y laserdisc con videos grabados entre 1981 y 1987 llamado Chronicles:  The Video Collection.

## Lista de canciones

### Disco 1
1. "Finding My Way" – 5:07
2. "Working Man" – 7:11
3. "Fly By Night" – 3:21
4. "Anthem" – 4:24
5. "Bastille Day" – 4:39
6. "Lakeside Park" – 4:10
7. "2112 Overture/The Temples of Syrinx" – 6:47
8. "What You're Doing (Live)" – 5:41
9. "A Farewell to Kings" – 5:52
10. "Closer to the Heart" – 2:54
11. "The Trees" – 4:40
12. "La Villa Strangiato" – 9:36
13. "Freewill" – 5:25
14. "The Spirit of Radio" – 4:57

### Disco 2
1. "Tom Sawyer" – 4:37
2. "Red Barchetta" – 6:09
3. "Limelight" – 4:22
4. "A Passage to Bangkok (Live)" – 3:47
5. "Subdivisions" – 5:34
6. "New World Man" – 3:42
7. "Distant Early Warning" – 4:58
8. "Red Sector A" – 5:12
9. "The Big Money" – 5:35
10. "Manhattan Project" – 5:06
11. "Force Ten" – 4:33
12. "Time Stand Still" – 5:10
13. "Mystic Rhythms (Live)" – 5:42
14. "Show Don't Tell" – 5:00

## Personal
- Geddy Lee    - bajo, voz, sintetizadores
- Alex Lifeson - guitarra eléctrica, guitarra acústica
- Neil Peart   - batería, percusión
- John Rutsey  - batería en "Finding My Way" y "Working Man"